# Post-metal
Post-metal je spoj post-rocka i heavy metala. Razvija se pretežno kao eksperimentalni alternativni pravac u teško odredivim žanrovskim podvrstama metala. Sastavi koji sviraju post-metal, napuštaju ustaljene žanrovska određenja heavy metala u korist eksperimentiranja, istraživanja, i stvaranja novog zvuka.